# Ibrahim Salah (Fußballspieler, 2001)
Ibrahim Salah (* 30. August 2001 in Saint-Josse-ten-Noode) ist ein marokkanisch-belgischer Fußballspieler. Der Linksaußen steht seit 2023 bei Stade Rennes unter Vertrag und ist in der Saison 2024/25 an Stade Brest ausgeliehen.

## Karriere

### Verein
Salah begann seine Karriere in verschiedenen Jugendmannschaften. So spielte er unter anderem für KV Woluwe-Zaventem, Royale Union Saint-Gilloise und K Beerschot VA. 2021 wechselte er in den Juniorenbereich der KAA Gent. An seine erste Kadernominierung Mitte Juli 2022 schloss sich zwei Wochen später das Debüt in der Division 1A an. In den folgenden Monaten stieg die Einsatzzeit stark an – so standen Ende Januar 2023 14 Ligapartien und vier Spiele auf internationalem Terrain in der UEFA Europa Conference League zu Buche. Am letzten Tag der Wintertransferperiode der Saison 2022/23 verließ der Spieler Belgien und wechselte in die Ligue 1 zu Stade Rennes. Dort kam er zunächst als Einwechselspieler zum Einsatz. Im Sommer 2024 wurde er für eine Saison an Stade Brest verliehen.

## Nationalmannschaft
Mit der marokkanischen U23-Nationalmannschaft gewann er den U-23-Afrika-Cup 2023.